# Яблочковы
Я́блочковы — древний русский дворянский род.
Род записан в VI часть родословной книги губерний Калужской, Саратовской и Тульской.

## История
Род ведёт начало от жившего во второй половине XVI века Моисея Яблочкова. Сын его московский дворянин (1627—1629) Даниил Моисеевич «за службу и воинские доблести» был вёрстан поместным и денежным окладом (1622). Сыновья, внуки и правнуки последнего были стольниками и воеводами.
За внуком Даниила Яблочкова по переписной книге Мещовского уезда 1646 года переписи Ивана Франзбекова и подьячего Семёна Хлебникова числилось:

Яблочков Дмитрий Иванов сын – вотчина д. Андреевка (3 дв. крест., 14 чел., 2 дв. боб., 5 чел.) в Окологородном стане; поместье д. Гульцово (2 дв. крест., 8 чел., 1 дв. боб., 1 чел., 1 дв. задворного чел., 1 чел.); вотчина с. Которь, д. Хлуднево, д. Заборье, д. Кольская (35 дв. крест., 128 чел., 15 дв. боб., 27 чел.).

## Описание герба
В чёрном щите правая рука в серебряных латах держит серебряный изогнутый меч с золотой рукояткой. Вверху щита посередине и внизу по бокам по яблоку натурального цвета.
Щит увенчан дворянским коронованным шлемом. Нашлемник: два страусовых пера: внешние стороны перьев чёрные, внутренние — серебряные. Намёт: чёрный, подложен серебром.
Герб внесён в XV часть Общего Гербовника.

## Известные представители
- Яблочков, Даниил Моисеевич — воевода (XVII в.)
- Яблочков, Иван Дмитриевич — воевода, стряпчий (1676), стольник (1686—1692).
- Яблочков Дмитрий Иванович — стряпчий (1663—1676), московский дворянин (1692).
- Яблочков Павел Дмитриевич — стряпчий (1696)[2].
- Яблочков, Павел Николаевич (1847—1894) — русский электротехник и изобретатель.
- Яблочков, Михаил Тихонович (1848—1906) — русский историк и генеалог.
  - Яблочков, Тихон Михайлович (1880—1926) — русский юрист, профессор.